# 鳩のいる聖母子
『鳩のいる聖母子』（はとのいるせいぼし、仏: La Vierge et l'Enfant à la colombe、英: Madonna and Child with a Dove）は、イタリア・ルネサンスの画家ピエロ・ディ・コジモが1490年ごろにポプラ板上に油彩で制作した絵画である。本来、この絵画は枢機卿オドアルド・ファルネーゼの所有であったもので、ファルネーゼ家のコレクションに受け継がれ、ナポリのカポディモンテ宮殿に移された。しかし、ナポレオン戦争中の1802年にフランス軍によりローマのサン・ルイジ・デイ・フランチェージ教会に運ばれた後、1803年または1804年にパリに持ち去られ、以来ルーヴル美術館に所蔵されている。

## 作品
奇矯な人柄と特異な作風で知られるピエロ・ディ・コジモは、一般的な宗教画にもしばしば個性的な解釈を加えている。本作の聖母マリアは天国の女王として玉座に座っているのではなく、地面に座り、神の意志のままに自分を差し出す「謙遜の聖母」の姿勢を取っている。ピエロ・ディ・コジモはこの謙遜の表現を質素なヴェールを用いて強調し、田舎風の庶民の女性のようなマリア像を作りあげている。彼女は、神に仕える人間らしい侍女として慎ましい格子模様の黒っぽい壁掛けの前に座り、重く沈んだ視線を前の欄干に置かれた本 (『聖書』、あるいは祈祷書) に投げながら、幼子イエス・キリストの動きを制御しようとしている。
イエスは前にいる鳩を指さしているか、捕まえようとしているが、彼も何か重く不安なエネルギーに満たされている。本が「神の言葉と意志」を表すように、鳩は「聖霊」を象徴する。これらの要素の組み合わせの中に、キリスト教の中心奥義である「受肉（神の言葉がイエス・キリストの肉体を借りたこと）」の概念が暗示されている。